# I Changed a Lot
I Changed a Lot è l'ottavo album discografico in studio del rapper statunitense DJ Khaled, pubblicato nel 2015.

## Tracce
1. I Don't Play About My Paper (featuring Future & Rick Ross) – 3:15
2. I Ride (featuring Boosie Badazz, Future, Rick Ross & Young Jeezy) – 3:37
3. Gold Slugs (featuring Chris Brown, August Alsina & Fetty Wap) – 4:22
4. I Swear I Never Tell Another Soul (featuring Future, Yo Gotti & Trick Daddy) – 3:42
5. I Lied (featuring French Montana, Meek Mill, Beanie Sigel & Jadakiss) – 4:40
6. How Many Times (featuring Chris Brown, Lil Wayne & Big Sean) – 4:23
7. You Mine (featuring Trey Songz, Jeremih & Future) – 4:00
8. Every Time We Come Around (featuring French Montana, Jadakiss, Ace Hood & Vado) – 3:35
9. I Ain't Worried (featuring Ace Hood & Rick Ross) – 3:16
10. They Don't Love You No More (featuring Jay-Z, Meek Mill, Rick Ross & French Montana) – 4:11
11. My League (featuring Mavado) – 3:39
12. Hold You Down (featuring Chris Brown, August Alsina, Future & Jeremih) – 4:35
13. Most High (featuring John Legend) – 1:36

## Classifiche
| Classifica (2015)           | Posizione raggiunta |
| --------------------------- | ------------------- |
| Stati Uniti (Billboard 200) | 12                  |